# Viatxeslav Iekímov
Viatxeslav Vladímirovitx Iekímov (Vyborg, 4 de febrer de 1966) va ser un ciclista rus que fou professional entre 1990 i 2006. Provinent del ciclisme en pista, on era deixeble d'Aleksandr Kuznetsov, aconseguí molts bons resultats amb l'equip soviètic i medalles en diversos mundials. Era un bon especialista en la contrarellotge individual, un bon rodador i tenia una bona puntat de velocitat.
Durant la seva carrera esportiva aconseguí tres medalles d'or als Jocs Olímpics: el 1988, representant la Unió Soviètica, va guanyar la prova de persecució per equips, junt a Arturas Kasputis, Dmitri Nelyubin i Gintautas Umaras. El 2000, representant Rússia, guanyà la medalla d'or en la contrarellotge individual i el 2004 la de plata en la mateixa especialitat, però que després se li concedí la d'or a causa de la desqualificació de Tyler Hamilton.
Va prendre part en 15 edicions del Tour de França, quedant a una sola participació del rècord que ostenta Joop Zoetemelk. En sis d'aquestes participacions ho feu en l'equip de Lance Armstrong, a qui ajudà en les seves victòries finals. En el seu palmarès destaca una victòria d'etapa al Tour de França de 1991, una a la Volta a Espanya de 1999 i el Campionat de Zúric de 1992
Després de la seva retirada va passar a treballar com a directiu a diferents equips.

## Palmarès en pista
- 1984
  -  Campió del món júnior en Puntuació
  -  Campió del món júnior en Persecució per equips (amb Evgeni Murin, Mikhail Svechnikov i Dimitri Denkov)
- 1985
  -  Campió del món de persecució amateur
- 1986
  -  Campió del món de persecució amateur
- 1987
  -  Campió del món de persecució per equips
- 1988
  -  Medalla d'or als Jocs Olímpics de Seül en persecució per equips (amb Arturas Kasputis, Dmitri Nelyubin i Gintautas Umaras)
- 1989
  -  Campió del món de persecució amateur
- 1990
  -  Campió del món de persecució amateur
- 1991
  -  Campió del món de puntuació

## Palmarès en ruta
- 1987

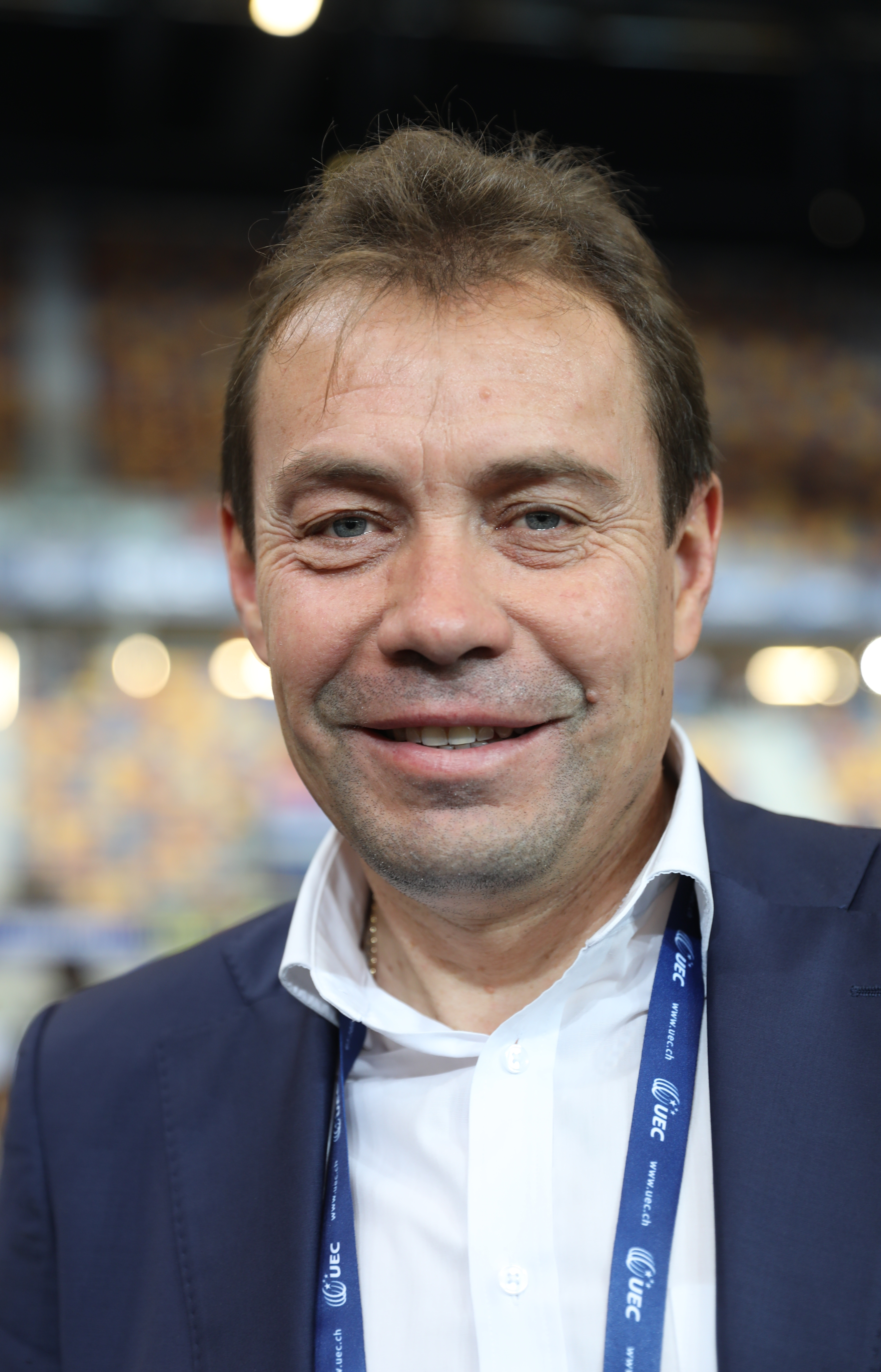
Iekímov (2019)

  - 1r a la Volta a Bèlgica amateur i vencedor de 2 etapes
- 1988
  - 1r al Tour de Normandia
  - 1r a la Volta al Táchira
  - 1r al Regio-Tour
  - Vencedor de 3 etapes a la Volta a Bèlgica amateur
- 1989
  - 1r al Circuit Franco-belga
- 1990
  - Vencedor d'una etapa del Tour del Mediterrani
  - Vencedor d'una etapa del Critèrium Internacional
  - Vencedor d'una etapa del Tour de Vaucluse
  - Vencedor d'una etapa de la Volta a Astúries
- 1991
  - Vencedor d'una etapa del Tour de França
  - Vencedor d'una etapa del Critèrium Internacional
- 1992
  - 1r al Campionat de Zúric
  - 1r a la Druivenkoers Overijse
  - Vencedor d'una etapa de la Setmana Catalana
  - Vencedor d'una etapa dels Quatre dies de Dunkerque
  - Vencedor d'una etapa del Gran Premi del Midi Libre
- 1993
  - 1r a la Clàssica d'Almeria
  - Vencedor d'una etapa de la Volta a Múrcia
  - Vencedor d'una etapa dels Quatre dies de Dunkerque
  - Vencedor d'una etapa de la Volta a Astúries
  - Vencedor d'una etapa de la Volta a Suïssa
- 1994
  - 1r a la Volta a la Comunitat Valenciana i vencedor d'una etapa
  - 1r al Tour DuPont i vencedor de 2 etapes
  - 1r a la Veenendaal-Veenendaal
  - Vencedor d'una etapa de la Volta a Luxemburg
- 1995
  - 1r a la Volta a la Xina i vencedor d'una etapa
  - Vencedor d'una etapa de la Volta a Suïssa
  - Vencedor d'una etapa de la Volta als Països Baixos
  - Vencedor d'una etapa del Tour DuPont
- 1996
  - 1r als Tres dies de La Panne
  - Vencedor d'una etapa de la Volta a Múrcia
- 1997
  -  Campió de Rússia en ruta
  - Vencedor de 2 etapes de la Dauphiné Libéré
  - Vencedor d'una etapa de la París-Niça
  - Vencedor d'una etapa de la Setmana Catalana
  - Vencedor d'una etapa de la Volta a Castella i Lleó
- 1999
  - Vencedor d'una etapa de la Volta a Espanya
  - Vencedor d'una etapa de la Volta a Suïssa
  - Vencedor d'una etapa de la Volta al Táchira
  - Vencedor d'una etapa del Gran Premi Internacional Telecom
- 2000
  -  Medalla d'or als Jocs Olímpics de Sydney en contrarellotge individual
  - 1r al Gran Premi Eddy Merckx, amb Lance Armstrong
  - 1r als Tres dies de La Panne i vencedor d'una etapa
- 2001
  - Vencedor d'una etapa de la Volta a la Comunitat Valenciana
- 2003
  - 1r a la Volta als Països Baixos i vencedor d'una etapa
- 2004
  -  Medalla d'or als Jocs Olímpics d'Atenes en contrarellotge individual
  - Vencedor d'una etapa de la Volta als Països Baixos
- 2005
  - Vencedor d'una etapa als Tres dies de La Panne

### Resultats al Tour de França
- 1990. 55è de la classificació general
- 1991. 42è de la classificació general. Vencedor d'una etapa
- 1992. 65è de la classificació general
- 1993. 35è de la classificació general
- 1994. 36è de la classificació general
- 1995. 18è de la classificació general
- 1996. 21è de la classificació general
- 1997. 44è de la classificació general
- 1998. 38è de la classificació general
- 2000. 55è de la classificació general
- 2001. 82è de la classificació general
- 2002. 58è de la classificació general
- 2003. 76è de la classificació general
- 2004. 80è de la classificació general
- 2006. 84è de la classificació general

### Resultats a la Volta a Espanya
- 1995. 25è de la classificació general
- 1997. 64è de la classificació general
- 1999. 55è de la classificació general. Vencedor d'una etapa

### Resultats al Giro d'Itàlia
- 1999. 58è de la classificació general
- 2006. 89è de la classificació general